# Rein Vos

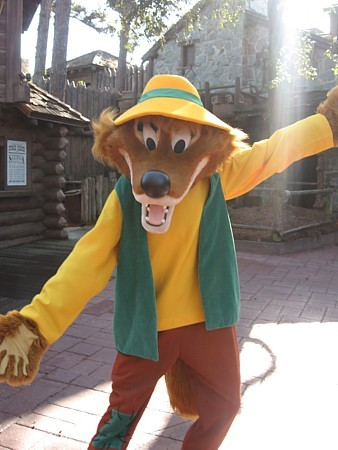
Rein Vos in een Disneypark

Rein Vos (Engels: Br'er Fox) is een The Walt Disney Company-personage. Hij is een van de vaste inwoners van het Duckstadse Bos.

## Achtergrond
Rein Vos maakte zijn opwachting in de Disneyfilm Song of the South (1946). Het personage in deze film was op zijn beurt gebaseerd op Broer Vos uit Uncle Remus, His Songs and His Sayings: The Folk-Lore of the Old Plantation, het verhaal dat als inspiratie voor de film diende. Uiteindelijk is de hele figuur inclusief de naam terug te voeren op Reinaert de Vos uit het middeleeuwse verhaal Van den vos Reynaerde.

## In de verhalen
Rein Vos is een van de leden van de Booswichtenclub. Zijn belangrijkste doel is het vangen van Broer Konijn. Hiervoor werkt hij vaak samen met Bruin Beer, die echter door zijn stommiteiten de sluwe plannen van Rein Vos keer op keer weet te doen mislukken. Rein Vos zelf laat zich soms ook door Broer Konijn beetnemen, hoewel hij in het algemeen duidelijk slimmer is dan Bruin Beer.
Stiekem heeft Rein Vos het zelf gemunt op de kippen van Meneer Beer. Hij doet zich niettemin voor als een echte vriend van voorgenoemde, zodat hij van diens kracht kan profiteren.

## Stem
De volgende Amerikaanse stemmen hebben de stem van Rein Vos ooit verzorgd:
- James Baskett - 1946
- Stan Freberg - album van 1954
- J. Pat O'Malley - tekenfilm
- Jack Wagner - 1980 tot 1986
- Jess Harnell 1989 tot heden